# Francis Cheetham
Francis William Cheetham (5 février 1928 - 8 novembre 2005) est l'autorité de référence sur les albâtres de Nottingham et l'auteur de plusieurs livres et articles sur le sujet.

## Carrière
Francis Cheetham suit les cours de la King Edward VII School (en) de Sheffield avant d'obtenir son diplôme d'études d'espagnol à l'université de Sheffield en 1949. Après son service militaire, il devient enseignant dans cette ville, tout en travaillant bénévolement pour le musée de Sheffield.
Après avoir travaillé à l'office de l'éducation du Derby Museum and Art Gallery, il devient assistant au Bolton Museum en 1957. En 1960, il rejoint le musée du château de Nottingham pour en être directeur artistique adjoint et conservateur, puis, en 1963, devient directeur des musées de Norwich.

## Domaine d'étude
Il s'intéresse particulièrement aux albâtres anglais, depuis ses premiers travaux sur les collections du musée de Nottingham. Après son départ à la retraite, il publie en 2003 un ouvrage qui est maintenant considéré comme la référence sur les albâtres de Nottingham.
Son travail sur la collection d'albâtres du Victoria and Albert Museum est republié en 2005. Durant sa retraite, il donne de nombreuses conférences pour l'ACE Cultural Tours, un opérateur de voyages éducatifs et culturels qui copublie ses deux derniers ouvrages.

## Écrits
- Medieval English Alabaster Carvings in the Castle Museum Nottingham, City of Nottingham Art Galleries and Museums Committee, 1973
- (en) English medieval alabasters : with a catalogue of the collection in the Victoria and Albert Museum, Oxford, Phaidon-Christie's, 1984, 360 p. (ISBN 0-7148-8014-0 et 978-0714880143)
- The Alabaster Men: Sacred Images From Medieval England, Daniel Katz Ltd, 2001
- (en) Alabaster images of Medieval England : (Museum of London Medieval Finds 1150 - 1450), Cambridge Woodbridge, Suffolk, UK Rochester NY, Association for Cultural Exchange Boydell Press, 2003, 218 p. (ISBN 1-84383-028-0 et 978-1843830283)
- (en) English Medieval alabasters : with a catalogue of the collection in the Victoria and Albert Museum, Woodbridge, UK New York, Boydell Press in association with the Association for Cultural Exchange, 2005, 2e éd., 361 p. (ISBN 1-84383-009-4 et 978-1843830092, lire en ligne)